# Mario Koss
Mario Koss (* 6. November 1968 in Berlin-Spandau) ist ein Berliner Erfinder, Komponist, Autor, Produzent und Gründer der Schallplattenfirma Pikosso Rekords. Er erfand und entwickelte gemeinsam mit Axel Wilhelm im Jahr 1994 die Shape-CD sowie die Chip Disk. 

## Leben
Koss studierte Sinologie, Publizistik und Betriebswirtschaftslehre an der FU Berlin. Er brach das Studium im sechsten Semester ab, um mehr Zeit für die Vermarktung und Entwicklung der Shape-CD zu haben. 
Koss gründete gemeinsam mit Marika Tasler im Jahr 1993 das Plattenlabel Pikosso Records. Da er bis dahin nicht über das nötige Kapitalvermögen verfügte, um seine Platten effektiv zu vermarkten, konnte er nur geringe Erfolge verbuchen. Während dieser Zeit entwickelte er die Idee einer unförmigen CD, der sogenannten Shape-CD. Diese Überlegung basierte auf einem eigenen Versuch von ihm, normalen CDs mit einer Laubsäge andere Formen zu bringen. Die weltweit erste Shape-CD in Form eines Sägeblatts wurde am 1. April 1995 das erste Mal der Öffentlichkeit vorgestellt. Im Jahr 1995 gehörte Koss mit 26 Jahren zu den erfolgreichsten Jungunternehmern Deutschlands und schaffte es auf das Titelblatt vom Nachrichtenmagazin Der Spiegel mit der Titelstory Ludwig Erhards Enkel. Nach der Erfindung der Shape-CD kooperierte er auch mit bekannten Musikkünstlern und großen Unternehmen. Später erweiterte Koss seine Idee um die Chip Disk.
In den Jahren 1995 und 1996 war er mit seinem Label Pikosso Records Hauptsponsor der größten Musikmesse der Welt (Midem) in Cannes. Im Jahr 1997 verkaufte er die Patentrechte an der Shape-CD sowie der Chip Disk für eine Summe von mehreren Millionen Mark. Das Werbebudget belief sich hierbei auf mehr als 500.000 Euro.
Von 2001 bis 2007 war Koss ehrenamtlich für den Weißen Ring als Opferhelfer aktiv. Im Jahr 2006 organisierte er den Gewaltpräventionspreis „Chance Award“. Hierzu produzierte er auch das Hörbuch Fenster der Gewalt mit 26 Kurzgeschichten mit Künstlern wie Ben Becker, Michaela Schaffrath, Ingo Naujoks, Charles Rettinghaus, Sven Martinek, Manfred Lehmann. Im Jahr 2009 war er für die Planung, Organisation sowie Realisierung für den Presseball Berlin verantwortlich. Im Jahr 2014 war er für die künstlerische Leitung für Aquanario verantwortlich. 
2015 kaufte Koss mit einem Konsortium die Patentrechte, Markenrechte und Gebrauchsmuster sowie komplette Produktion der Shape CD von der Best of.. GmbH zurück.
Mario Koss ist Creative Director bei der Werbeagentur Media Lobby, wo er auch „Das kleinste Musikstudio der Welt“ unter 1 m² betreibt. Hier hat er mit seinem Partner Patricio Morales Contreras die Boxhymne Revenge für Arthur Abraham komponiert und produziert.
Koss hat einen Sohn (* 2009) und eine Tochter (* 2011).